# OS X 마운틴 라이언
OS X 마운틴 라이언(OS X Mountain Lion)은 2012년 2월 16일에 공개된 OS X의 9번째 버전이다.
OS X 마운틴 라이언은 iOS의 기능들 다수를 가져왔으며 이 가운데 일부는 이미 OS X 라이언에 도입되어 있다. 수많은 응용 프로그램들이 iOS에 대응하여 이름이 변경되었다. OS X 마운틴 라이언은 2012년 7월 25일에 출시되었다. 후속버전은 OS X 매버릭스다.

## 기능
- 아이클라우드 통합
- 아이워크의 문서를 아이클라우드와 자동 동기화
- 메시지(Messages)
- 리마인더(Reminders)
- 노트(Notes)
- iOS의 Notification Center의 데스크톱 버전 (그로울과 비슷)
- 셰어 시트(Share Sheets)
- 게임 센터
- 에어플레이 미러링
- 게이트키퍼
- 트위터 통합
- 페이스북 통합

## 출시 역사
| 버전   | 빌드        | 날짜       | OS 이름   | 비고                                                     | 독립형 다운로드                                        |
| ------ | ----------- | ---------- | --------- | -------------------------------------------------------- | ------------------------------------------------------ |
| 10.8   | 12A269 (GM) | 2012-07-25 | 다윈 12.0 | 오리지널 소매품 (맥 앱 스토어 출시판)                    |                                                        |
| 10.8.1 | 12B19       | 2012-08-23 | 다윈 12.1 | OS X 마운틴 라이언 v10.8.1 업데이트 정보                 | OS X v10.8.1 개별 업데이트                             |
| 10.8.2 | 12C54       | 2012-09-19 | 다윈 12.2 | OS X 마운틴 라이언 v10.8.2 업데이트 정보                 | OS X v10.8.2 개별 업데이트 콤보 업데이트 (10.8.1 포함) |
| 10.8.2 | 12C60       | 2012-10-04 | 다윈 12.2 | OS X 마운틴 라이언 v10.8.2 업데이트 정보 (추가 업데이트) | OS X v10.8.2 추가 업데이트                             |
| 10.8.2 | 12C2034     | 2012-10-23 | 다윈 12.2 | 맥 미니용 (2012년 말)                                    |                                                        |
| 10.8.2 | 12C3104     | 2012-11-29 | 다윈 12.2 | 맥 미니용 (2012년 말)                                    |                                                        |
| 10.8.3 | 12D78       | 2013-03-14 | 다윈 12.3 | OS X 마운틴 라이언 v10.8.3 업데이트 정보                 | OS X v10.8.3 개별 업데이트 OS X v10.8.3 콤보 업데이트  |
| 10.8.4 | 12E55       | 2013-06-04 | 다윈 12.4 | OS X 마운틴 라이언 v10.8.4 업데이트 정보                 | OS X v10.8.4 개별 업데이트 OS X v10.8.4 콤보 업데이트  |
| 10.8.4 | 12E3067     | 2013-06-10 | 다윈 12.4 | 맥북 에어용 (2013년 중반)                                |                                                        |
| 10.8.4 | 12E4022     | 2013-09-25 | 다윈 12.4 | 아이맥용 (2013년 말)                                     |                                                        |
| 10.8.5 | 12F37       | 2013-09-12 | 다윈 12.5 | OS X 마운틴 라이언 v10.8.5 업데이트 정보                 | OS X v10.8.5 개별 업데이트 OS X v10.8.5 콤보 업데이트  |
| 10.8.5 | 12F45       | 2013-10-03 | 다윈 12.5 | OS X 마운틴 라이언 v10.8.5 업데이트 정보 (추가 업데이트) | OS X v10.8.5 추가 업데이트                             |